# Kitty Yung
Kitty Yung (Los Ángeles, California; 6 de febrero de 1970 - Stevenson Ranch, California; 20 de noviembre de 2004) fue una actriz pornográfica estadounidense.

## Biografía
Nacida en California en febrero de 1970, Kitty Yung, nombre artístico de Mindy Lynee Gladman, procedía de una familia coreana y hawaiana. Comenzó inicialmente a trabajar como gerente de cuentas.
En 1993, con 23 años de edad, comenzó su relación con la industria del entretenimiento para adultos tras responder a un anuncio publicado en el periódico LA Weekly para trabajar como modelo de ropa interior, siendo ese el primer paso para una posterior internada, ese mismo año, como actriz en el cine pornográfico. En apenas dos años de carrera, entre 1993 a 1995, llegó a actuar en más de 100 películas, muchas de ellas marcadas por diversas escenas que incluían cantidades de sexo anal, dobles y triples penetraciones, a menudo sin protección. Actuó con más frecuencia con hombres que con mujeres y evitó las escenas de urofilia, que llegó a describirlas como "muy humillantes".
Como actriz llegó a trabajar con diversos estudios de la industria, como Sunshine Films, Odyssey, Metro, Rosebud, Evil Angel, Venus 99, Hustler Video, Sin City, Private, Anabolic, Vivid, VCA, Wicked o Elegant Angel, entre otros.
En el año 1994 ganó el Premio AVN, junto a Tiffany Mynx y Randy West, el galardón a la Mejor escena de sexo anal, categoría recién creada para esa edición, por Sodomania 5: Euro/American Style. Ese mismo año también sería nominada en la categoría de Mejor escena de sexo en grupo por Slave To Love.
En 1995 decidiría abandonar la industria pornográfica por los crecientes casos en miembros de la misma que habían dado positivo por sida, si bien nunca llegó a contraer esta enfermedad. En 1996, se mudó de Los Ángeles a Las Vegas (Nevada), buscando abandonar el ritmo de la gran ciudad y las actividades ilícitas. Después de dejar la industria del cine para adultos, fue contratada en Las Vegas para trabajar como bailarina erótica.
Decidió regresar a la industria a comienzos del año 2000, cambiando su nombre artístico de Kitty Yung a Tia Son. Tras actuar en producciones de estudio como No Man's Land Asian Edition 3, Get it in Gere, Asian Fever 4, Wet Silk o Fukiyaki, decidió retirarse definitivamente como actriz en 2003, a los 33 años, llegando a aparecer en algo más de 160 películas.
Kitty Yung fue encontrada muerta en su domicilio de Stevenson Ranch (California) el 20 de noviembre de 2004. Sin embargo, la familia no denunció la muerte a las autoridades hasta 10 días después, el 30 de noviembre, como si hubiera fallecido ese día. La causa de la muerte y la fecha real de su muerte no fueron reveladas, posiblemente a petición de la familia. Las circunstancias de su fallecimiento levantaron sospechas por poder haber sido debido al consumo de drogas, a las que se había enganchado en su último tramo de su carrera como actriz.

## Premios y nominaciones
| Año  | Ceremonia    | Resultado | Premio                        | Trabajo                          |
| ---- | ------------ | --------- | ----------------------------- | -------------------------------- |
| 1993 | Premios XRCO | Ganadora  | Mejor escena de grupo         | Slave To Love                    |
| 1994 | Premios AVN  | Ganadora  | Mejor escena de sexo anal     | Sodomania 5: Euro/American Style |
| 1994 | Premios AVN  | Nominada  | Mejor escena de sexo en grupo | Slave To Love                    |